# Cantó de Tours-Nord-Est
El cantó de Tours-Nord-Est és un cantó francès del departament de l'Indre i Loira, situat al districte de Tours. Compta amb part del municipi de Tours.

## Municipis
Comprèn part del municipi de Tours delimitat:
- al nord per l'avinguda del Mans, l'avinguda André Maginot i el municipi de Parçay-Meslay
- a l'est pel límit amb Rochecorbon
- al sud pel riu Loira
- a l'oest amb Saint-Cyr-sur-Loire

## Història
| Data d'elecció                           | Identitat          | Partit           | Qualitat |
| ---------------------------------------- | ------------------ | ---------------- | -------- |
| 1945-1949                                | M. Desbordes       | SFIO             |          |
| 1949-1955                                | M. Seressia        | RPF, després RS  |          |
| 1955-1961                                | Joannès Dupraz     | MRP              |          |
| 1961-1973                                | Barbara Romieux    | UNR, després UDR |          |
| 1973-1997                                | Michèle Beuzelin   | Divers droite    |          |
| 1997-2004                                | Jean-Paul Beuzelin | Divers droite    |          |
| 2004-                                    | Frédéric Thomas    | PS               |          |
| les dades anteriors no són pas conegudes |                    |                  |          |
|                                          |                    |                  |          |